# Aranđelovac
Aranđelovac (Servisch: Аранђеловац) is een stad in het district Šumadija in Centraal-Servië. In 2003 telde de stad 24.309 inwoners.

## Plaatsen in de gemeente
| - Aranđelovac - Banja - Bosuta - Brezovac - Bukovik - Venčane - Vrbica - Vukosavci - Garaši - Gornja Trešnjevica | - Darosava - Jelovik - Kopljare - Misača - Orašac - Progoreoci - Ranilović - Stojnik - Tulež |

## Geboren
- Aleksandar Pantić (1992), Servisch voetballer

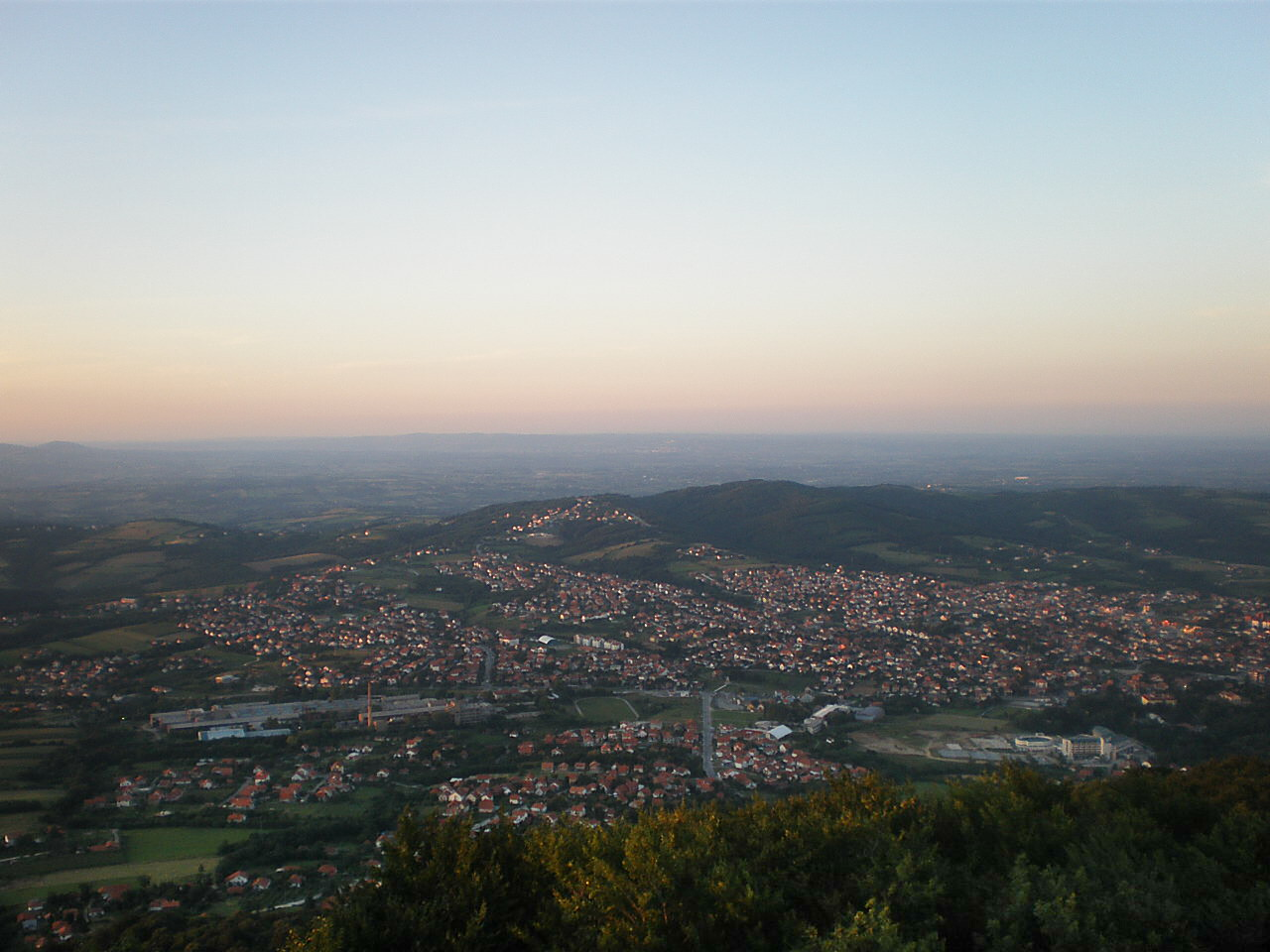
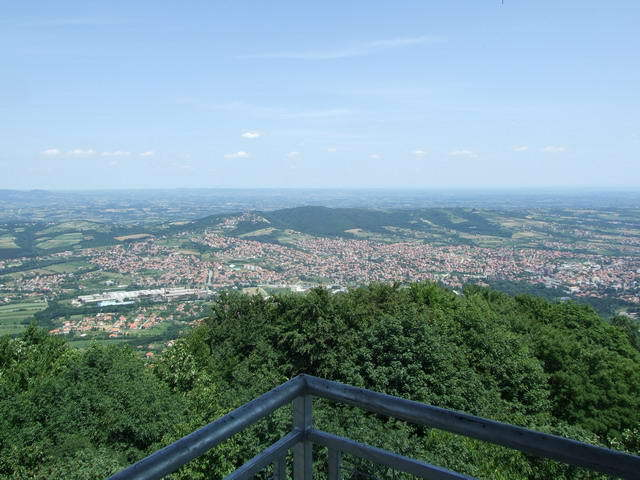
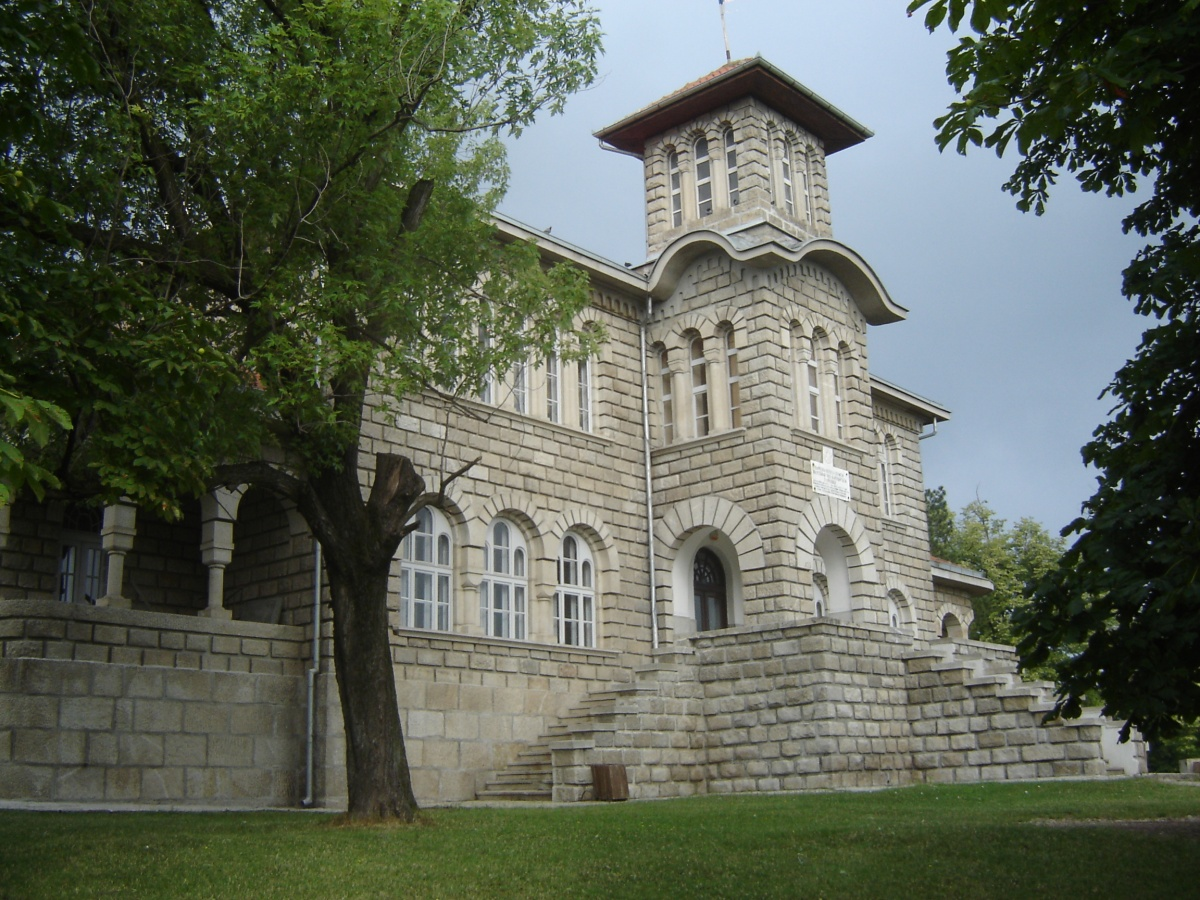
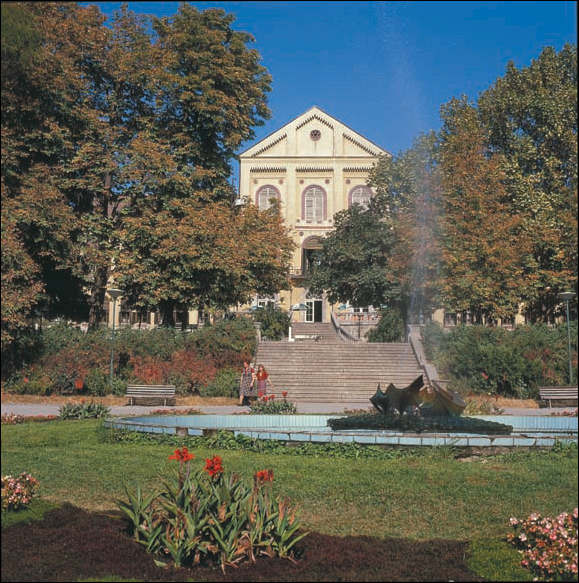
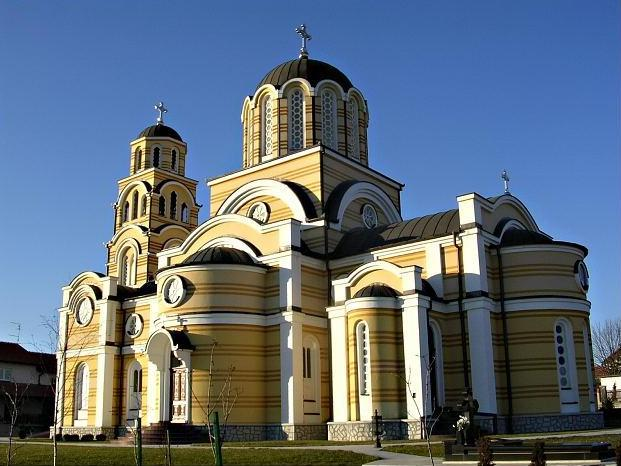
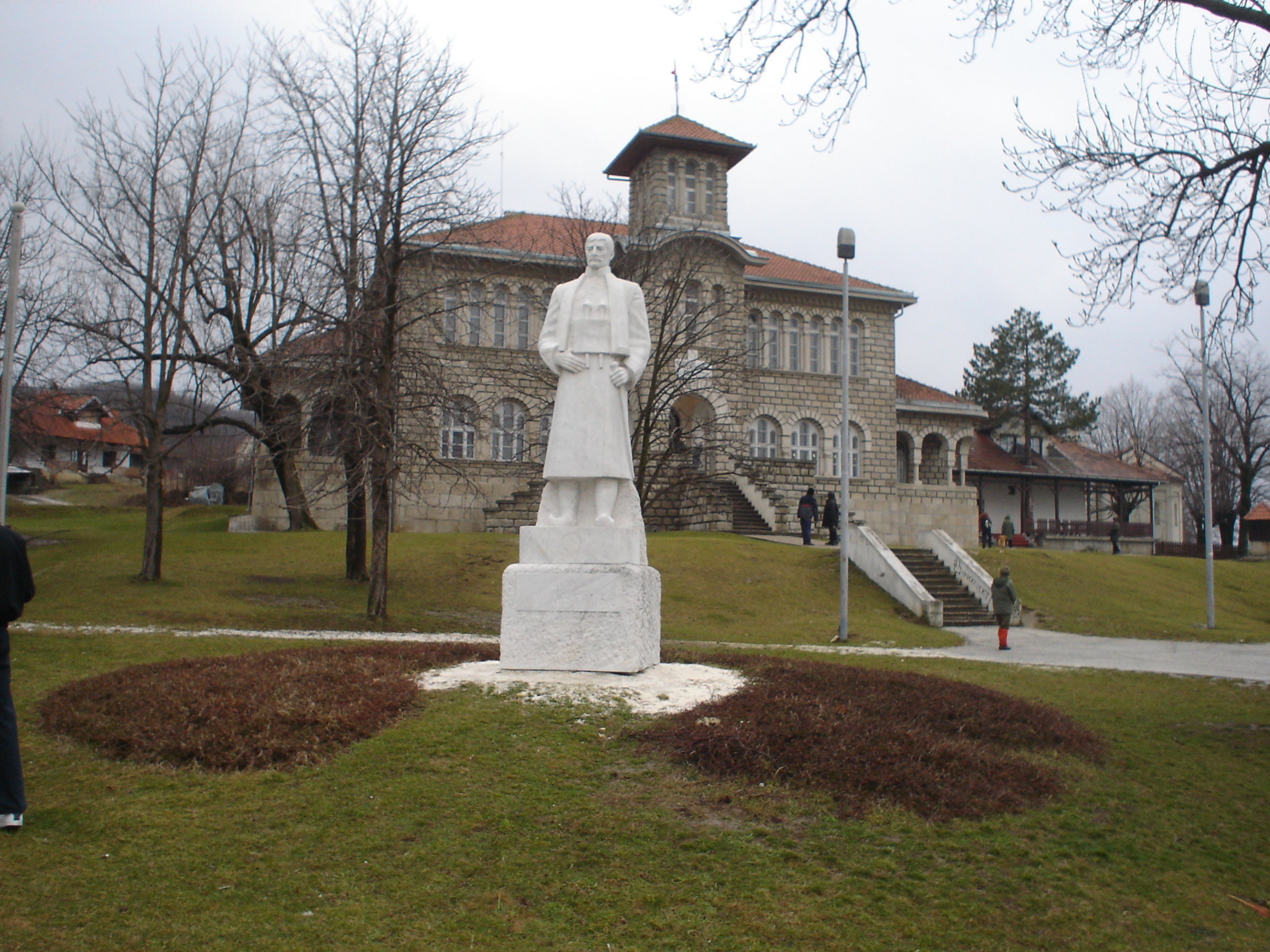
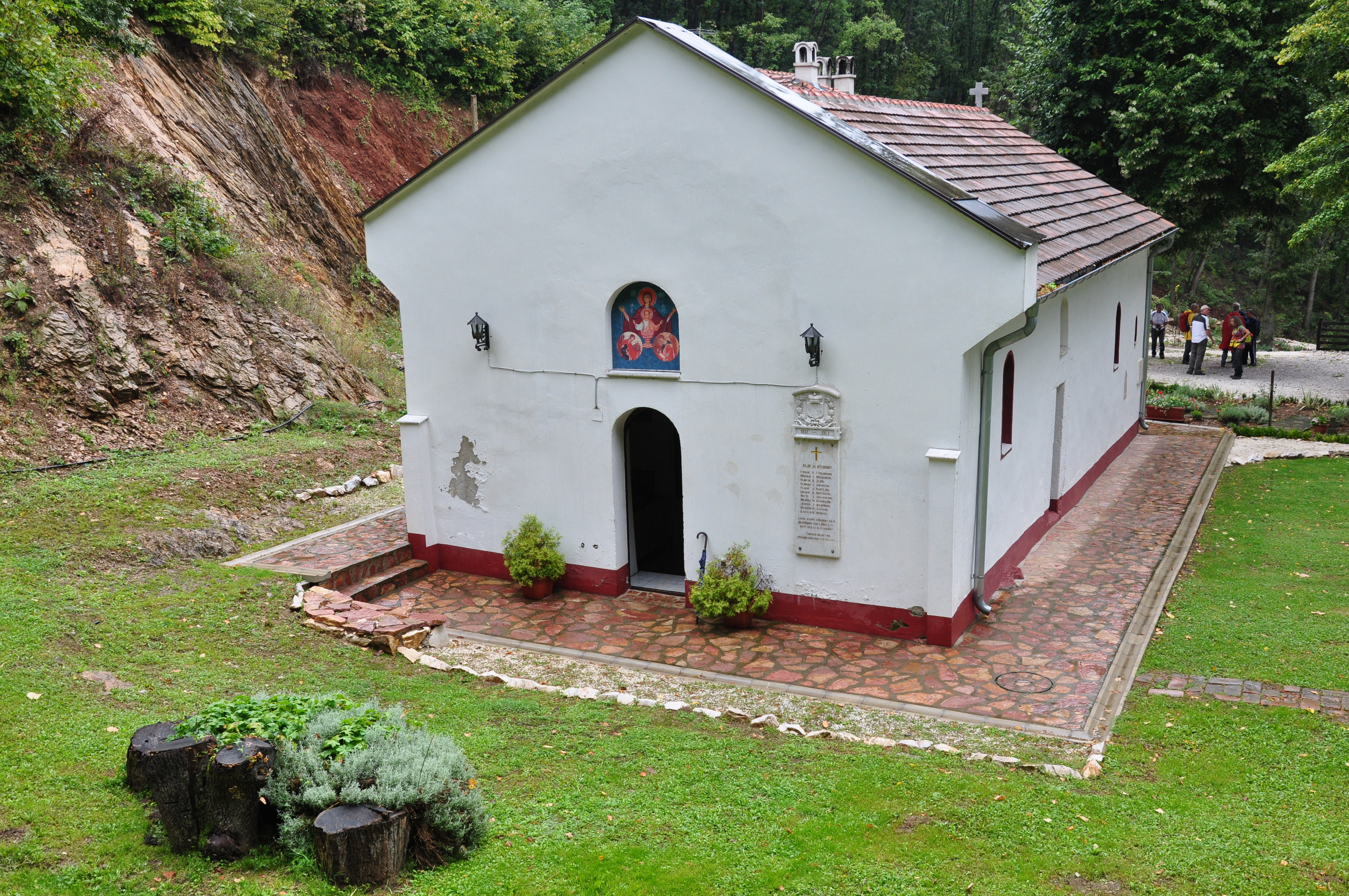
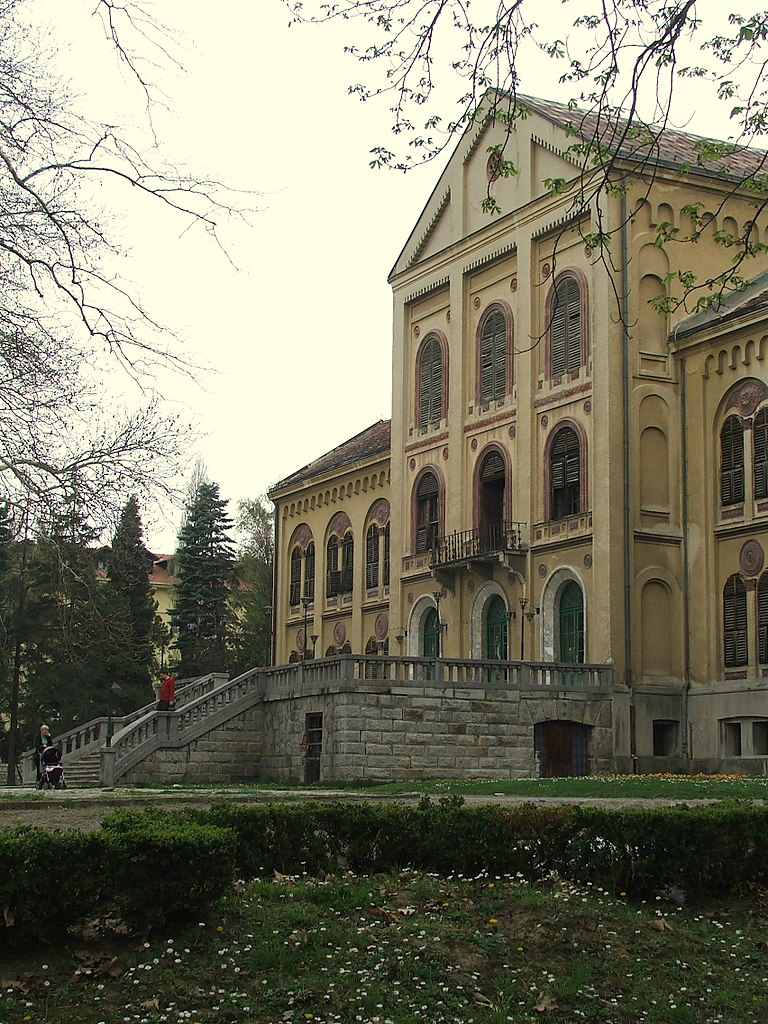